# Catocala macula
Catocala macula là một loài bướm đêm thuộc họ Erebidae. Nó được tìm thấy ở Indian Subregion, Đài Loan, Thái Lan, Sundaland, Sulawesi và Seram.

## Phụ loài
- Catocala macula macula
- Catocala macula reducta (Sulawesi và Seram)